# Zubeida

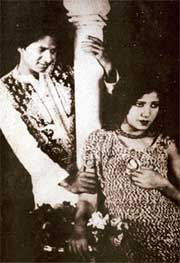
Zubeida und Master Vithal in Alam Ara, 1931

Zubeida (* 1911 in Surat; † 21. September 1988 in Bombay) war eine indische Schauspielerin.

## Leben
Zubeida ist die Tochter des Nawab von Sachin und dessen Frau Fatma Begum. Sie hatte ihr Filmdebüt als 12-Jährige bei der Filmgesellschaft Kohinoor in Kanjibhai Rathods Gul-e-Bakavali (1924), einem der erfolgreichsten indischen Stummfilme. Ihre Mutter und ihre ältere Schwester Sultana – beide bereits seit ein paar Jahren als Filmschauspieler tätig – traten in diesem und weiteren Filmen mit ihr auf. Im selben Jahr spielte sie die Hauptrolle in Prithvi Vallabh von Manilal Joshi, einem Regisseur, mit dem sie in den 1920er Jahren häufig zusammenarbeitete – allein 1925 bei mindestens sechs Filmen.
1927 stand sie mit Sulochana und Master Vithal für Naval Gandhis Balidan, einer ambitionierten Verfilmung des Tagore-Dramas Bisarjan aus dem Jahr 1890, vor der Kamera. Neben Vithal spielte sie 1931 in Indiens erstem Tonfilm, Alam Ara von Ardeshir Irani, die Titelrolle. Von 1933 bis 1936 arbeitete sie eng mit dem Regisseur Nanubhai Vakil zusammen. Gemeinsam gründeten sie 1934 die Filmgesellschaft Mahalakshmi Cinetone, deren erfolgreichster Streifen das arabische Märchen Rashk-e-Laila (1934) wurde.
Auf der Höhe ihres Erfolgs zog sie sich gegen Ende der 1930er Jahre aus dem Filmgeschäft zurück und trat danach nur in einzelnen wenigen Filmen auf. Sie starb im Alter von 77 Jahren an Nierenversagen.